# Buffy the Vampire Slayer: Chaos Bleeds
Buffy the Vampire Slayer: Chaos Bleeds är ett datorspel från 2003, det fjärde som är baserat på TV-serien Buffy och vampyrerna (Buffy the Vampire Slayer).

## Spelstil
Det finns 12 banor i spelet:
- "Magic Box"
- "Cemetery"
- "Blood Factory"
- "Magic Box Revisited"
- "Downtown Sunnydale"
- "Sunnydale Hospital"
- "High School"
- "Old Quarry"
- "The Initiative"
- "Sunnydale Mall"
- "Sunnydale Zoo"
- "The First's Lair"

## Multiplayer stöd
De multilayerlägen som finns är:
- "Survival" - PvP slagsmål
- "Bunny Catcher" - vem kan samla flest kaniner
- "Slayer Challenge" - en spelare måste besegra så många motståndare som möjligt och det är möjligt för en annan spelare att ta kontrollen över motståndarna
- "Domination" - kontrollera magiska pentagram så länge som möjligt